# Louis Hjelmslev
Louis Trolle Hjelmslev (Copenhague, 3 de octubre de 1899 - ibidem, 30 de mayo de 1965) fue un lingüista danés, maestro indiscutible del Círculo Lingüístico de Copenhague. En 1931 fue uno de los creadores del Círculo Lingüístico de Copenhague y colaboró con Hans Jørgen Uldall en el desarrollo de la glosemática, dedicada al estudio de los glosarios con un enfoque científico similar al del cálculo matemático. También destacó como un brillante filósofo dentro del círculo lingüístico de Copenhague.

## Primeros años
Hjelmslev nació en una familia de académicos y estudió lingüística comparativa en Copenhague, Praga y París.

## El Círculo Lingüístico de Copenhague
El Círculo Lingüístico de Copenhague fue fundado por Hjelmslev y otros en 1931. Se inspiró en la Escuela de Praga, y su objetivo fue crear un foro de estudio que desarrollara un nuevo tipo de investigación lingüística. Al principio, su trabajo se centró en la fonología, pero más tarde derivó hacia el estructuralismo. El número de miembros del grupo aumentó rápidamente, dando lugar a un gran número de publicaciones, incluida una serie de obras notables publicadas de forma irregular bajo el nombre Trabajos del Círculo Lingüístico de Copenhague. Se creó un "Boletín", seguido de una revista internacional de investigación estructuralista, los Acta Lingüística (más tarde llamados Acta Lingüística Hafniensia). Excepto durante un breve paréntesis 1934-37, período en el que trabajó con Uldall en la glosemática, Hjelmslev fue presidente del Círculo, abandonando el cargo poco antes de su muerte en 1965.

## La noción de lingüística inmanente
Siguiendo a Saussure, Hjelmslev considera el lenguaje como un sistema de signos: la esencia del lenguaje es definir un sistema de correspondencias entre sonido y significado. El análisis del lenguaje envuelve, entonces, describir cada uno de estos dos planos y sus interconexiones. La dicotomía saussureana de significante/significado es llamada por Hjemslev expresión/contenido. Cada uno de estos planos, en una determinada lengua, tiene su propia estructura. En el plano de la expresión la estructura es una secuencia de segmentos, mientras que en el plano del contenido es una combinación de unidades componenciales más pequeñas.
La glosemática critica la lingüística anterior y contemporánea por ser trascendente, o sea, por fundamentarse en datos exteriores a la propia lengua (históricos, sociales, etc.). La lingüística debe ser inmanente. Esto significa que debe analizar los dos planos en términos de su propia estructura. 
Para hacer explícita la separación entre el sistema y su manifestación, Hjelmslev propuso una terminología que no siempre ha sido bien comprendida. En primer lugar, él distingue entre forma y sustancia. La forma es el orden de lo puramente abstracto, categorías relacionales que constituyen los sistemas de expresión y de contenido de una determinada lengua, mientras que la sustancia se refiere a las manifestaciones específicas de estos elementos formales. Hjelmslev sostiene que “la sustancia presupone la forma, pero no viceversa”. La sustancia de una lengua particular es considerada como la manifestación de una forma lingüística dada en un sentido (purport) particular. Este último concepto es una especie de “material en bruto” susceptible de ser usado para propósitos lingüísticos, pero que no posee un carácter lingüístico en sí mismo.
El plano de cada plano envuelve la búsqueda de un conjunto de los elementos constitutivos de los signos y los principios que gobiernan su organización.  Para tal efecto, se utiliza el “test de la conmutación”. Una innovación de la glosemática fue aplicar este procedimiento al plano del contenido. La meta de la lingüística, para la glosemática, es desarrollar un “álgebra” (o sistema nocional) con la cual todos los posibles sistemas lingüísticos puedan ser expresados. Cada una de las gramáticas especificada por esta teoría es simplemente una red de elementos formales definidos relacionalmente. En inglés, el fonema /t/ no es una consonante oclusiva dental sorda, sino una forma del plano de la expresión que es distinta de /p/, /d/, /n/, etc., y que ocurre al inicio y al final de una sílaba, después de /s/, etc.

## El enfoque para la descripción de la estructura del sonido
Para Hjelmslev, el análisis  del sistema de expresión de una determinada lengua comienza con un conjunto de elementos conmutables (o contrastables) entre sí. Estos son los candidatos para el estatus de constituyentes elementales del sistema de expresión; sin embargo, el inventario podría reducirse si hay razones para representar algunos ítems como combinaciones o variantes de otros.
En cada uno de los planos, los constituyentes elementales de la forma lingüística se denominan taxemas. Estos son unidades mínimas que pueden ser obtenidas en un análisis particular: en el plano de la expresión vienen a ser algo así la “talla” de un segmento.  Las taxemas, desde luego, se pueden manifestar fonéticamente. En este caso, las unidades de la sustancia fonética que los manifiesta son llamados fonematemas, unidad similar al fonema estructuralista.
Los taxemas pueden, además, disolverse en combinaciones de factores primordiales llamados glosemas. En alcance, estas unidades son comparables (en el plano de la expresión) a rasgos distintivos, pero su análisis es puramente formal y universal y no depende, de ninguna forma, del contenido fonético de los segmentos que se manifiestan en los taxemas. Los glosemas en el plano de la expresión son llamados cenemas, mientras que, en el plano del contenido, se les denomina pleremas. Hjemslev muy a menudo se refiere a los elementos como cenemáticos o pleremáticos.
Los taxemas de la forma de la expresión se definen a sí mismos como una red de relaciones. En 1935, Hjelmslev dividió las reglas que los caracterizan en tres tipos: (a) reglas de agrupamiento, que especifican las propiedades distribucionales de los elementos; (b) reglas de alternancia, que especifican el reemplazo de un elemento por otro, y (c) reglas de implicación, que especifican la reubicación que se lleva a cabo bajo condiciones fonemáticas. Estas tres reglas, incidentalmente, gobiernan la relación entre los fonematemas. 
Esto conlleva el hecho de que dos segmentos que alternan no puedan ser sistemáticamente  relacionados por reglas de agrupamiento. En alemán, las obstruyentes sordas y sonoras que alternan a final de sílaba no hacen co-ocurrencia en un grupo. Además, como las distinciones entre los taxemas son puramente formales y relacionales, usualmente corresponden a superficies fonéticas diferentes. En francés, la shwa se mantiene fonológicamente aparte de [œ], no porque difieran de forma fonética, sino porque el shwa es facultativo bajo condiciones específicas.
Las situaciones anteriores hacen que Hjemslev considere el rol de (1) la neutralización, o “suspensión de la conmutación”, y (2) reducciones de dos elementos en el  inventario de taxemas a una combinación o variantes de otros.

## El rol de la simplicidad en la descripción glosemática
La distancia entre la representación cenemática y la fonemática hace posible hacer un esfuerzo por reducir el inventario de taxemas tratando a algunos elementos como variantes o combinaciones de otros. Para este fin, él utiliza aspectos de representación que otros considerarían arbitrarios. Así, un solo segmento puede representarse como la manifestación de un grupo. En danés, [ŋ] puede representarse como la manifestación de ‘n’ antes de ‘k’ o ‘g’. De igual forma las consonantes aspiradas [p], [t] y [k] se interpretan como agrupamientos de ‘b’, ‘d’ y ‘g’ con ‘h’. Tal análisis es susceptible de ser criticado desde muchos puntos de vista.

## Estructura no segmental en la fonología glosemática
Finalmente, es importante mencionar que la teoría de Hjelmslev se diferencia de sus contemporáneos por su interés en la estructura fonológica y las propiedades que no pueden ser localizadas dentro del alcance de un segmento.
Hjelmslev considera que un texto está organizado jerárquicamente en párrafos, que se dividen en oraciones, que se divide en cláusulas, que se dividen frases. La frase se divide en sílabas y las sílabas en segmentos. Podría darse una definición fonética de sílaba, pero esto sería irrelevante para el análisis lingüístico. Lo que le conviene al análisis lingüístico es una definición funcional de la sílaba. Hjemslev propone varias, una de ellas es la siguiente: “unidad jerárquica de organización que soporta un único acento”.
Para entender la definición anterior, debemos preguntarnos por cómo se define “acento”. Para Hjelmslev, es un prosodema. Estos son elementos que caracterizan el encadenamiento sin constituirlos. Hay dos tipos de prosodemas: las modulaciones y los acentos.
Un aspecto interesante de la teoría de la sílaba de Hjemslev es que diferencia vocal de consonante. Una vocal es un segmento que puede constituir una sílaba, las consonantes son segmentos que aparecen en posiciones dependientes de las vocales. De esta definición se deduce que líquidas y nasales son vocales, pues pueden constituir núcleos silábicos.

## Obra teórica
Su libro más importante, Prolegomena, fue publicado en 1943. Supone una crítica de la metodología utilizada hasta el momento por la lingüística, que resultaba descriptiva de forma no sistemática. Hjelmslev propuso una teoría lingüística cuyo fin eran una lingüística más general y contribuir a la epistemología general. Al igual que Saussure (1857-1913), consideró la lingüística como parte de la semiótica (ciencia de los signos). Según su análisis, el signo es una forma, es decir: es posible describirlo empíricamente, pero su sustancia es ontológicamente especulativa (puede interpretarse de forma diferente a como quiso el emisor). Un signo también tiene una función, a la que están asociados dos elementos, el contenido y la expresión. También introdujo la connotación como elemento no lingüístico de su "cálculo" del lenguaje, rechazando la prioridad dada tradicionalmente al estudio de los sonidos (fonética): cuando el sujeto oye algo, se pone en marcha un proceso cognitivo que traduce las ondas en datos con significado. De la misma forma, lo percibido por la vista es interpretado por el cerebro de forma inmediata, sin necesidad de ser traducido a una "sustancia" fonética o en un objeto perceptual concreto. Hjelmslev afirmaba que para interpretar un signo era necesario contextualizarlo. Su concepción de que expresión y contenido son los mecanismos connotativos generales anticipó la idea de la escuela de Greimas de que todo significado es esencialmente del mismo tipo. Por tanto, las imágenes artísticas y la literatura no se construyen únicamente de acuerdo con los mismos principios, sino que, más en general, lo visual y lo auditivo son idénticos en un nivel profundo.